# Авиационные работы

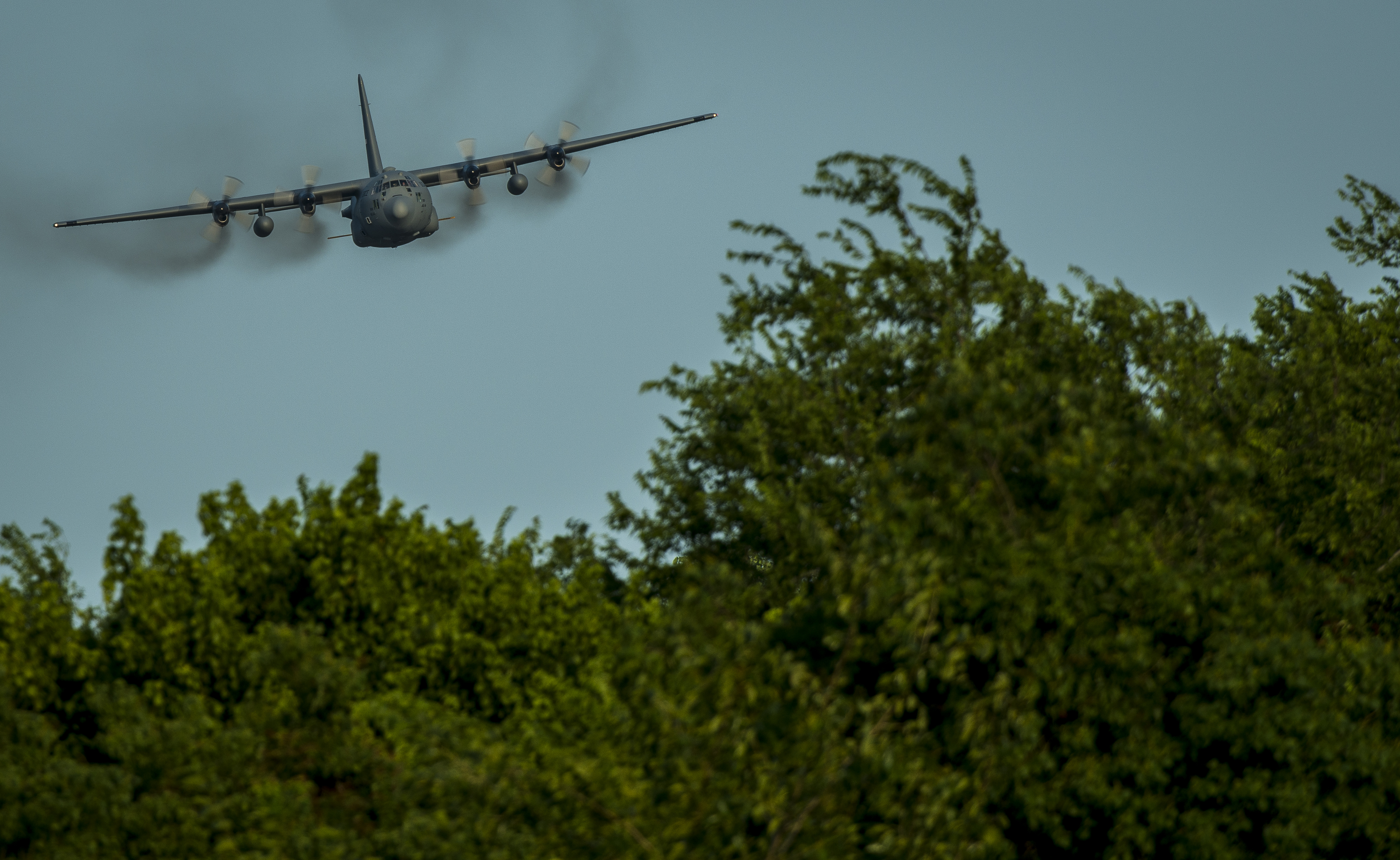
C-130 Hercules ВВС США занимается опрыскиванием для борьбы с москитами.

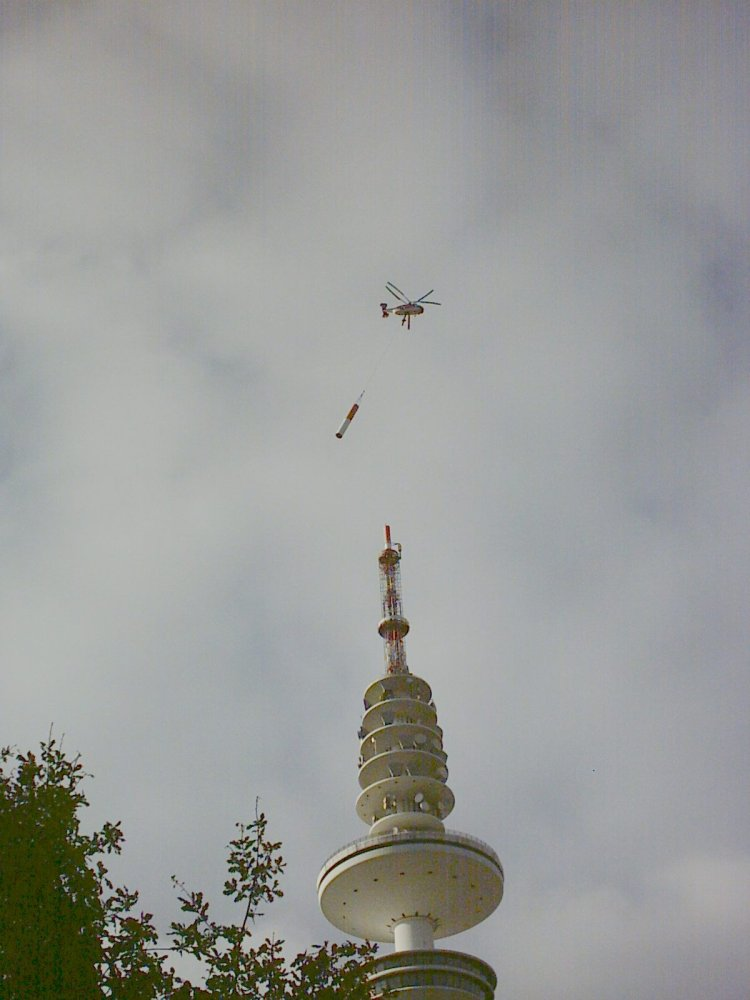
Вертолет Ка-32 устанавливает антенну на радиобашню Генриха Гекрца в Гамбурге.

Авиацио́нные рабо́ты — работы, выполняемые с использованием полётов гражданских воздушных судов в сельском хозяйстве (сельхозавиация), строительстве, для охраны окружающей среды, оказания медицинской помощи и других целей, перечень которых устанавливается уполномоченным органом в области гражданской авиации. Согласно Федеральным авиационным правилам авиационные работы в зависимости от их цели, правил выполнения и технологии их выполнения подразделяются на следующие виды:
- авиационно-химические работы;
- воздушные съемки;
- лесоавиационные работы;
- строительно-монтажные и погрузочно-разгрузочные работы;
- работы с целью оказания медицинской помощи;
- лётные проверки наземных средств радиотехнического обеспечения полётов, авиационной электросвязи и систем светосигнального оборудования аэродромов гражданской авиации.

Правила выполнения авиационных работ устанавливаются Федеральными авиационными правилами, утверждаемыми Министерством транспорта Российской Федерации. Управление полётами воздушных судов при проведении авиационных работ осуществляет местный диспетчерский пункт.

## Официальное определение
Выдержка из Воздушного кодекса Российской Федерации от 19.03.1997 № 60-ФЗ (ред. от 08.06.2020).
Глава XVI, Статья 114. Авиационные работы
1. Авиационные работы — работы, выполняемые с использованием полётов гражданских воздушных судов в сельском хозяйстве, строительстве, для охраны окружающей среды, оказания медицинской помощи и других целей, перечень которых устанавливается уполномоченным органом в области гражданской авиации.
2. Общие правила выполнения авиационных работ и правила выполнения авиационных работ определённых видов устанавливаются федеральными авиационными правилами.
3. Органы законодательной и исполнительной власти субъектов Российской Федерации имеют право устанавливать условия выполнения авиационных работ и ограничения на их выполнение, связанные с экологическими особенностями соответствующей территории или с особым режимом нахождения на этой территории транспортных средств и людей. Согласование указанных условий и ограничений возлагается на заказчика авиационных работ.
Глава XVI, Статья 115. Договор на выполнение авиационных работ
1. По договору на выполнение авиационных работ подрядчик (эксплуатант) обязуется выполнить для заказчика авиационные работы в порядке, в сроки, в объёме и на условиях, которые предусмотрены этим договором. Заказчик обязуется предоставить предусмотренный договором объём авиационных работ в установленные сроки и оплатить авиационные работы.
2. Договором на выполнение авиационных работ должны быть также предусмотрены: порядок использования и поддержания в эксплуатационном состоянии аэродромов, посадочных площадок и их оборудования; создание необходимых жилищно-бытовых условий для отдыха членов экипажей воздушных судов; иные условия обеспечения выполнения авиационных работ исходя из их особенностей.

3. Тарифы на выполнение авиационных работ устанавливаются на основе договора.

## Воздушные суда и эксплуатанты воздушного пространства
Авиационные предприятия, намеревающиеся осуществлять авиационные работы на коммерческой основе (за плату), должны пройти обязательную сертификацию в соответствии с законодательством РФ.

Выдержка из Воздушного кодекса Российской Федерации от 19.03.1997 № 60-ФЗ (ред. от 08.06.2020)
п.1 Статья 61. Авиационное предприятие и эксплуатант

«… под авиационным предприятием понимается юридическое лицо независимо от его организационно-правовой формы и формы собственности, имеющее основными целями своей деятельности осуществление за плату воздушных перевозок пассажиров, багажа, грузов, почты и (или) выполнение авиационных работ.»
По состоянию на 07.07.2020 в России зарегистрированы и законно осуществляют деятельность в сфере авиационных работ 234 авиационных предприятия.
В основном авиационные работы выполняются на вертолётах (наиболее массовые модели в России и СНГ — Ми-2, Ми-8, Ка-26) либо на самолётах 4 класса (Ан-2, Ан-28 и тому подобные), реже на самолётах 3 класса (Ан-30, Ан-32 и другие). Воздушные суда, используемые для проведения авиационных работ, обычно базируются на аэродромах местных воздушных линий, неклассифицированных аэродромах, посадочных площадках и временных посадочных площадках.